# Baryconus doddi
Baryconus doddi är en stekelart som först beskrevs av Charles Thomas Brues 1940.  Baryconus doddi ingår i släktet Baryconus och familjen Scelionidae. Inga underarter finns listade.